# بالاتوپار
بالاتوپار (به قزاقی: Balatopar) یک منطقهٔ مسکونی در قزاقستان است که در استان آلماتی واقع شده‌است.